# 西来古寺
西来古寺，位于中国广东省揭阳市惠来县溪来镇，为惠来县的一个县级文物保护单位，类型为古建筑，公布时间为1991年。
西来古寺的历史年代为宋代。